# Шенуте
Шенуте Атрипский, или Шенуте Великий, или Шенуда Архимандрит (копт. Ⲁⲃⲃⲁ Ϣⲉⲛⲟⲩϯ ⲡⲓⲁⲣⲭⲓⲙⲁⲛ'ⲇⲣⲓⲧⲏⲥ — «отец Шенуте архимандрит»; ум. ок. 465), в русской традиции Сенну́фий (Синуфий) Знаменосец — коптский монах, настоятель Белого монастыря в Верхнем Египте около селения Атрип. Почитается как святой в Эфиопской православной церкви, один из самых почитаемых святых Коптской православной церкви. Биография Шенуте восстанавливается на основе обширного корпуса житийных текстов и его собственных сочинений. Он родился в семье пастухов в середине IV века. В юном возрасте стал монахом основанного его дядей Белого монастыря, который возглавил в 380-х годах. При Шенуте этот монастырь стал крупной организацией, насчитывавшей несколько тысяч монахов и монахинь. Желавшие вступить в монастырь должны были отказаться от своего имущества и принести клятву вести праведную жизнь, следуя указаниям Шенуте. Устав Белого монастыря, составленный при Шенуте и его предшественниках, был значительно суровее появившихся примерно в это же время правил другого основоположника египетского монашества, Пахомия Великого. Последователи Шенуте должны были вести жизнь аскетов и участвовать в трудовой деятельности общины. Многочисленные предписания регламентировали практически каждый аспект их жизни.
Рассматривая монашество как духовную элиту, он часто вступал в конфликт с иерархами церкви, не доводя, однако, эти разногласия до серьёзных столкновений. При этом борьба Шенуте с язычеством была бескомпромиссной. Патриарх Кирилл Александрийский высоко ценил заслуги Шенуте и предлагал ему занять епископский пост. Шенуте отказался, но в 431 году они вместе приняли участие во вселенском Эфесском соборе, где Шенуте выступил против ересиарха Нестория. Возможно, по этому поводу ему был присвоен чин архимандрита. Хотя тот факт, что Кирилл Александрийский пригласил Шенуте участвовать в этих дебатах, предполагает признание высокого уровня богословских знаний, вряд ли Шенуте полностью понимал все тонкости богословия своего времени. Сочинения Шенуте касаются прежде всего практических вопросов жизни монастыря. В них часто цитируется Библия, однако Шенуте не был богословом с собственной определённой позицией. Выступая против ересей своего времени, он не исследовал глубоко сложные догматические вопросы.
Влияние Шенуте не было ограничено Белым монастырём, много людей приходило к нему за советом и благословением или послушать проповедь, в том числе монахи других монастырей, епископы и чиновники. Среди местных военачальников сложился обычай получить благословение Шенуте, прежде чем отправиться в поход. Шенуте заботился о процветании всего региона и составил молитву о разливе Нила. При нём была организована раздача хлеба беднякам. После возведения сооружений Белого монастыря он мог дать приют до 20 000 беженцам во время вторжений кочевников, которые часто опустошали Египет. Шенуте выступал также как защитник бедных перед богатыми, боролся против сохранявшихся языческих культов.
Шенуте считается одним из важнейших представителей коптской литературы. Почти все рукописи его сочинений сохранились только в библиотеке Белого монастыря, откуда в виде фрагментов разошлись по всему миру. Благодаря усилиям американского коптолога С. Эммиеля произведено упорядочивание всех известных текстов произведений Шенуте, что дало возможность начать их научное изучение.

## Исторические вехи
Источниками сведений о жизни Шенуте являются его собственные сочинения, а также биографические тексты, приписываемые преимущественно его преемнику на посту настоятеля Белого монастыря, Бесе. Согласно современным представлениям, совокупность текстов, условно называемых «Житием Шенуте», является позднейшей компиляцией работ различных авторов, составленных в честь величайшего настоятеля Белого монастыря. Основная часть этого корпуса текстов была написана в VII веке. По мнению специалиста по текстологии «Жития» Нины Любомирской, они предназначались для чтения во время поминальной службы по Шенуте. Документов, которые бы позволили привязать события жизни Шенуте к достоверно датированным событиям, немного. Сохранились его письма, которыми он обменивался с патриархами Александрийскими Кириллом (412—444), Диоскором (444—451) и Тимофеем. Краткое письмо к Тимофею не позволяет точно определить, кто именно из двух патриархов, носивших это имя при жизни Шенуте, был его адресатом, но маловероятно, что это был Тимофей I (380—385). В одном из своих писем Шенуте называет Кирилла «мучеником», что позволяет датировать упоминаемый в том же письме набег на языческую деревню периодом вскоре после Эфесского собора 431 года, когда патриарх некоторое время провёл в заточении. Из многочисленных официальных лиц, упоминаемых в трудах Шенуте, только два известны из других источников. Один из них, комит Феодот мог быть военным губернатором Нижнего Египта, о котором известно под 435 годом. Вторым был Цезарий, военный губернатор Фиваиды, который посетил монастырь Шенуте минимум дважды. Он упоминается в «Истории патриархов Александрийских» как личный друг Шенуте. Помимо этого, его имя, как основателя, высечено над воротами храма в Белом монастыре. Об этом Цезарии есть также папирологические свидетельства, к сожалению, не датированные. Цезарий был губернатором или в 449, или в 464 году, а основание церкви произошло за два года до большого нашествия блеммиев, когда церковь стала убежищем для местных жителей и монахов. Если это то же самое нашествие, о котором упоминает историк Приск, то оно произошло в 450—452 годах, что соответствует первой возможной дате губернаторства Цезария.
Согласно «Житию Шенуте», будущий святой родился в деревне Шеналолет, где его родители разводили овец, и сам Шенуте в юности был пастухом. Под влиянием брата матери, основателя Белого монастыря Пжоля (копт. Ⲡⳓⲱⲗ), в возрасте девяти лет стал монахом. Это был основанный на принципах киновии Пахомия Великого двойной монастырь, расположенный в Верхнем Египте на левом берегу Нила, не принадлежавший, однако, к пахомиевской «федерации». Долгое время считалось, что Пжоль умер в 385 году, и Шенуте был его непосредственным преемником — эта точка зрения зафиксирована в авторитетной Коптской энциклопедии (1991). Однако затем в серии работ американского коптолога Стефена Эммеля на основе анализа большинства доступных текстов Шенуте была восстановлена более сложная картина событий, последовавших за смертью Пжоля. Согласно реконструкции Эммеля, в настоящее время общепринятой, Пжоль скончался между 368 и 379 годами, и ему наследовал известный только по имени Эбонх (копт. Ⲉⲃⲱⲛⲹ). Вероятно, управление этого настоятеля вызвало кризис духовного лидерства, завершившийся с переходом власти к Шенуте. Об этом периоде жизни Шенуте рассказывается в двух его письмах, составляющих первый раздел «Канонов» Шенуте по классификации С. Эммеля. В первом из них говорится, что в результате божественного откровения Шенуте узнал о случае плотского (возможно, гомосексуального) греха в монастыре. Он сообщил об этом настоятелю, но тот, вместо того, чтобы принять меры, обвинил Шенуте в клевете и наложил на него наказание. В результате Шенуте принял решение покинуть монастырь и жить в пустыне. Во втором письме говорится, что проступок, о котором говорил Шенуте, стал всем известен, что подтвердило его пророческий дар. В результате люди начали говорить о Шенуте как о человеке, достойном возглавить монастырь. Важнейшей вехой в хронологии жизни Шенуте является посещение им Эфесского собора в 431 году вместе с неназванным по имени патриархом. Это событие упоминается в одном из рассуждений монаха год спустя после этого события с указанием, что к тому времени он уже «читал евангелия более шестидесяти лет» и «молился за них более сорока трёх лет после ухода наших отцов». Первое из этих утверждений, вероятно, относится к тому, сколько лет Шенуте был монахом, а второе ко времени его служения в качестве настоятеля. Проблема в данном случае состоит в том, что в рассматриваемый период состоялось два собора в Эфесе, в 431 году и в 449 году. Принятие второй возможности существенно сдвигает датировки и может объяснить, почему Шенуте не упоминается в сочинении Палладия Еленопольского «Лавсаик», написанного после посещения монастырей Панополиса в 408—412 годах. Если Шенуте стал настоятелем в 407 году, а не в 389, он вполне мог не привлечь достаточного внимания путешественника.
Даты жизни Шенуте известны только приблизительно. Дата его смерти точно не известна, но ясно, что Шенуте дожил до Халкидонского собора 451 года. Эту версию в 1903 году предложил Иоганнес Ляйтпольдт. Однако краткое письмо к Тимофею II Элуру (457—460), ставшему патриархом Александрийским в 457 году, по поводу волнений в Александрии, даёт ещё более позднюю дату. Соответственно этому, в 1908 году английский учёный Джеймс Бетьюн-Бейкер предложил 466 год в качестве даты смерти Шенуте; в 1909 году с ним согласился И. Ляйтпольдт. Аргументация Бетьюн-Бейкера основывалась на предположении, что описанная Шенуте смерть ересиарха Нестория произошла после Халкидонского собора, но в настоящее время в этом появились сомнения. По мнению современного американского коптолога Стефена Эммеля, Шенуте скончался 1 июля 465 года. Основанием для такого заключения является фраза Бесы о прекращении голода «в год, девятый, на шестой год после ухода отца нашего апы Шенуте». Считается, что под «девятым годом» следует понимать 9-й год индикта, пятнадцатилетнего налогового цикла. Из контекста следует, что это событие произошло после смерти Нестория, случившейся между октябрём 451 и летом 452 года. Расчёты показывают, что в этом случае запись Бесы относится к 471 году, и тогда смерть Шенуте приходится на начало лета 465 года. В настоящее время научный консенсус соответствует этой точке зрения. Сводку аргументов в пользу того, что Шенуте скончался в период Халкидонского собора, начавшего свои заседания 8 октября 451 года, приводит Филипп Луизье (Philippe Luisier, 2009). В пользу этого говорят несколько коптских текстов, явно утверждающих, что Шенуте умер до Халкидонского собора, и тот факт, что ни сам Шенуте, ни его биографы не упоминают об этом важнейшем событии. Возможно также, что описанная Шенуте смерть Нестория является позднейшей вставкой. Однако, как отмечает А. Лопес, указанные Ф. Луизье тексты не достаточно историчны, и признание их достоверности возвращает к проблеме идентификации патриарха Тимофея. Дополнительным аргументом в пользу того, что следует предпочесть Тимофея II, является то, что в одной из рукописей письмо к нему следует после письма к патриарху Диоскору.
Дата рождения Шенуте определяется на основании сообщения Бесы о том, что его учитель прожил 118 лет. В случае принятия даты смерти в 466 году это даёт 348 год. Оснований для оспаривания этого значения нет, кроме общих соображений о достоверности того, мог ли девяностолетний старец совершать приписываемые ему деяния по строительству церкви и спасению беженцев. Однако подобное долгожительство не являлось редкостью в те дни.

## Шенуте во главе монастыря

### Административная власть
Монашеская «федерация», возглавляемая Шенуте, включала мужскую и женскую общины Белого монастыря. Ещё одна группа монахов-мужчин, возможно, в расположенном неподалёку Красном монастыре, признавала духовный авторитет Шенуте. Арабская версия «Жития» говорит о 2200 монахах и 1800 монахинях. Община Шенуте не вполне вписывалась в традиционную трёх- или двухчастную схему деления египетского монашества (отшельническое, полуотшельническое и киновитное). Монастырь включал как эти три основные географически разбросанные группы, так и отдельных отшельников, ощущавших свою к нему принадлежность. Современными исследователями отличие форм монашества видится в том, как решается проблема подчинения монахов: либо духовному авторитету настоятеля, либо формальному авторитету устава. Внедрение идеи подчинения правилам и общая тенденция к институционализации монашеской жизни оказывали разнообразное влияние на жизнь монахов. Основным источником о функционировании Белого монастыря являются его «Каноны» (копт. Ⲕⲁⲛⲱⲛ), в которых, по выражению С. Эммеля, Шенуте предстаёт как «монах, отец монастыря, пророк рока для грешников и пророк спасения для раскаявшихся». Основные идеи, которыми руководствовался Шенуте при управлении своим монастырём, сформулированы в первой части «Канонов», состоящей из двух писем, написанных до того, как он возглавил монастырь. Не известно, в какой степени они отличаются от установлений двух предыдущих настоятелей. В общей сложности вопросам дисциплины посвящены тринадцать писем Шенуте к монахам и монахиням. В вышедшей в 2002 году посвящённой женщинам в Белом монастыре монографии Ребекки Кравиц, первом за почти 100 лет фундаментальном исследовании в этой области, отмечается, что анализ этих источников является сложной задачей, поскольку непросто выделить из них элемент пропаганды. За прошедший после этого период вышло значительное число статей и монографий, в которых были рассмотрены различные аспекты идеологии монашества в том виде, как её понимал Шенуте. Американская исследовательница Каролина Шрёдер (Caroline T. Schroeder), опираясь на теории Мишеля Фуко о «власти» и «дискурсе», отмечает, что Шенуте рассматривал монастырь как двусоставную общность отдельных монахов (мужчин и женщин) и монастыря в целом. Существуя независимо, они взаимосвязаны, поскольку спасение каждой из этих частей зависит от спасения другой. Опираясь на эти две основы своей власти (body), Шенуте, согласно К. Шрёдер, выстроил третью — церковь в Белом монастыре между 450 и 455 годами.
Образ жизни обитателей Белого монастыря был обусловлен его географическим положением в засушливой части Египта. Исходная структура монастыря, как это было установлено при Пжоле, следовала модели Пахомия Великого. Монашеские кельи располагались в домах, в каждом из которых был свой староста. Кельи были как на одного человека, так и более вместительные. В женских домах как минимум часть обитательниц занималась починкой одежды. Из общественных построек были место для приёма и приготовления пищи, а также лазарет. Духовная жизнь имела в своей основе литургический цикл и пение псалмов. Большое внимание исследователей привлекает анализ отличий монашеской модели Пахомия и Шенуте. В целом вторая из них более строгая: больше постов (один приём пищи вместо двух) и меньше связанных с едой таинств (одно причастие в неделю вместо двух). В монастыре Шенуте применялись телесные наказания. Распорядок дня монахов был скорее ориентирован на молитву, чем на работу. Они вставали за полтора часа до рассвета и сразу же начинали молиться; если по какой-то причине они вставали раньше, то молились соответственно дольше. Молитва требовала активного действия — надо было делать поклоны. Перед началом рабочего дня проводилась служба с пением псалмов. Затем монахи шли на работу, во время которой читали вслух Священное Писание. Для женщин преимущественно предназначалась ткацкая работа, у мужчин выбор был шире. Вид деятельности каждого монаха определял Шенуте, хотя полученные до вступления в монастырь навыки принимались во внимание. Врачи и священники часто продолжали исполнять свои прежние обязанности, прочие занимались тяжёлым физическим трудом. Часть монахов работали в лазарете и на кухне. Рабочий день заканчивался, когда жара становилась непереносимой, около трёх часов пополудни, и тогда происходила общая трапеза. Основу питания составляли хлеб и овощи, однако, что это были за овощи, достоверно не известно. Хлеб можно было употреблять с уксусом, а вино было полностью запрещено. Воду можно было пить, но понемногу. Еды выдавалось мало, и Шенуте часто выступал против тайного приёма пищи. Также он осуждал выделение части своей порции другим монахам, особенно родственникам. Осуждалось воровство еды, а также публичное провозглашение поста в столовой, но затем тайное питание за её пределами. После трапезы проводилось богослужение, посещение которого было обусловлено строгими правилами. Помимо этого, происходили также ночные бдения. Кроме перечисленного, монахи могли возложить на себя дополнительные духовные обязанности, не обязательно ежедневные. Это могло быть, например, обучение других монахов.
Как глава монастыря Шенуте заявлял о себе как о человеке, убеждённом в собственном спасении и способном обеспечить спасение тем, кто будет подчиняться ему. Для этого следовало вступить в монастырь, принеся клятву и отказавшись от своего имущества. Поступающий обещал держать своё тело в чистоте, не красть, не лжесвидетельствовать, не делать ничего втайне. В посланиях Шенуте часто описывает такие нарушения, как «загрязнения», понимая под этим не только телесные (сексуальные) действия, но и моральные прегрешения. Распространённой точкой зрения среди исследователей является представление о наличии хаоса в монастыре и несостоятельности Шенуте как духовного лидера как причине всех этих многочисленных запретов. Для объяснения этого феномена предлагались многочисленные объяснения. Например, И. Ляйтпольдт полагал, что, только вступив в монастырь, люди узнавали о той жизни, которую им в дальнейшем предстоит вести. Все эти теории, однако, не помогают объяснить, почему в монастырь Шенуте желало вступить множество людей, и каким образом его правление продлилось почти 80 лет.
Иерархическая структура монастыря определялась его физическими характеристиками — значительным числом монахов и их географической распределённостью. Решением проблемы управления в этом случае было не только делегирование ответственности, но и ограничение перемещений монахов и их контактов со внешним миром. Отдельной проблемой, вытекающей из отделения мужской части общины от женской, было поддержание авторитета Шенуте среди монахинь. Как было сказано выше, монахи группировались по домам, возглавляемым старшим по дому и его помощником. Все прочие монахи разделялись в соответствии со временем своего пребывания в монастыре на старших и младших. Старшие монахи и начальники домов ежемесячно отчитывались перед Шенуте о состоянии дел, для чего регулярно производили проверку келий младших монахов на предмет тайного пронесения еды и других нарушений правил. Выходя за пределы монастыря, монахи должны были держаться вместе и не общаться с мирянами. Монахи также следили за своими соседями по келье, и после выявления нарушения следовало наказание: понижение в ранге до «новичка», телесное наказание и — в крайнем случае — изгнание. Система наказаний не была фиксированной и определялась индивидуально. Телесные наказания, для мужчин и женщин, представляли битьё тростниковыми палками по ступням ног, и суровость наказания зависела от тяжести нарушения. Из писем Шенуте к монахиням известно о десяти подобных случаях, когда было назначено от 10 до 40 ударов, за прегрешения, включающие неподчинение, гомоэротические действия, воровство, недостаточное духовное развитие и ложное учение. Считается, что эти наказания были более суровыми, чем за аналогичные провинности в пахомианских монастырях, однако, возможно, такой взгляд объясняется спецификой имеющихся источников. При повторении проступков количество ударов некоторое время увеличивалось, после чего нарушитель изгонялся из монастыря. Вероятно, в этом случае изгнанник оставался без средств к существованию, и это наказание можно было приравнять к смертной казни.

### Структура Белого монастыря при Шенуте
В период, когда им управлял Шенуте, Белый монастырь представлял собой сложную структуру. В современной терминологии это была федерация трёх киновий, или «эти три общины» (копт. ⲧⲉⲓⳃⲟⲙⲧ ⲛⲥⲩⲛⲁⲅⲱⲅⲏ) в текстах Шенуте. Шенуте не проживал вместе с остальными монахами, поклявшись, ещё во времена своего конфликта с общиной, не жить вместе со своими братьями и сёстрами. Во главе монастыря стоял «отец этих общин», то есть Шенуте. Женская община предположительно располагалась в деревне Атрипе (современный Атрибис). На основании доступного для изучения текста «Канонов» в настоящее время можно достоверно реконструировать только структуру большей из двух мужских общин. Согласно Б. Лейтону, основными были следующие строения:
- Спальные помещения монахов («дома»), состоящие из комнат («келий»). О том, что в кельях проживало больше одного монаха, свидетельствует следующее правило: «Прокляты будут те мужчины или женщины, которые направят свои глаза и будут наблюдать наготу своих соседей в их спальнях» («Каноны», книга 3, YA 257-58[прим. 8]). В монастыре было много «домов», каждый специализировался на определённом ремесле и имел соответствующую мастерскую.
- Главная столовая, в которой питались все здоровые монахи в определённое время один раз в день. Меню было не очень разнообразное, и размер порций был строго определён и равен для всех здоровых монахов[45]. Шенуте упоминает следующие компоненты меню здоровых монахов: травянистые растения, огурцы, тыквы, плоды рожкового дерева, хлеб (свежий и сухари), в том числе из ячменя, сладкие фрукты, уксус и, возможно, соленья, оливки. Во время Великого поста употребление приготовленной пищи не допускалось. Также запрещались молоко, сыр, яйца, копчёная и запечённая рыба[46].
- Связанная с главной столовой главная кухня, в которой еда готовилась раз в неделю. Дополнительно к этому монахи могли съесть в своей келье вечером несколько кусков хлеба, иногда со специями, также получаемых на кухне. Для бедных ежедневно готовилась специальная еда, которая раздавалась у ворот монастыря[47].
- Больных монахов помещали в лазарет по согласованию со старейшиной мужчин. Лазареты являлись одной из наиболее новаторских особенностей киновитных монастырей. В них появилось стационарное лечение, в ходе которого за больными осуществляли физический и эмоциональный уход сиделки и доктора. В ходе раскопок ряда египетских монастырей были идентифицированы структуры, возможно, являвшиеся лазаретами. Как и в монастырях пахомианской системы, в Белом монастыре они находились на некотором удалении от остальных построек[48]. Несмотря на это, правилами Шенуте строго осуждались те, кто насмехается над больными и попрекает их зловонием[прим. 9]. Вообще, дестигматизация болезни является важной составляющей установлений раннего монашества[50].
- Питание для больных, более обильное, чем обычное, готовилось в отдельной лазаретной кухне.
- Постоянно прикованные к постели и старики, не способные посещать богослужения, также содержались отдельно.
- Главный склад продовольствия и необработанных материалов, «Диакония». Там хранились денежные средства монастыря, и как юридическое лицо Диакония получала имущество поступающих в монастырь. Здесь же хранилась особая еда, предназначенная для истинно больных, выдаваемая по распоряжению Шенуте[51].
- Хозяйственный архив.
- Вероятно, существовала библиотека.
- Ворота монастыря, где происходило общение со внешним миром — торговцами, ремесленниками, посыльными и посетителями. В некоторых случаях при входе в монастырь посетителя могли кормить несколько дней. Здесь готовилась и раздавалась еда для странников. Ворота женской общины служили местом, где питались их мужчины-охранники[52].
- Церковь, построенная вскоре после 431 года. О том, была ли церковь до неё, ничего не известно. В ней два раза в день происходили богослужения.

Из разрозненных упоминаний в «Канонах» можно сделать заключение о существовании за стенами монастыря полей, фруктовых садов, пальмовых плантаций, домашних животных (как минимум верблюдов и ослов). Так же существовали уборные, прачечные и, возможно, бани.

### Духовная власть
В ряде случаев Шенуте заявил о наличии у себя пророческого дара, и многие современные исследователи пытаются интерпретировать его именно как этот тип харизматического лидера. Прежде всего обращает внимание способ, котором он получил власть в своём монастыре. Несмотря на то, что Шенуте приходился племянником основателю монастыря Пжолю, передача власти не была автоматической. Благодаря откровению (этот эпизод описан в двух его ранних письмах известных как «Кодекс 1») разрешился кризис передачи власти основателя, во время которого Шенуте пришлось вначале бежать в пустыню. Аналогичная ситуация возникла у Феодора, который не смог сразу наследовать Пахомию Великому. В дальнейшем, пройдя через этот кризис, Шенуте позиционировал себя как ведомого Богом пророка, подчёркивая основные черты этой связи: союз с Богом, знание и исполнение божественной воли и, как следствие, то, что именно он более всего способен привести монахов к спасению. Д. Бракке отмечает, что в этот период кризиса у Шенуте сформировалось «дуалистическое» представление о человечестве, как разделённом на принадлежащих Христу или Сатане. Первые, благочестивые, идут за Христом и Отцом его, вслед за ангелами, апостолами и всеми праведниками, тогда как нечестивые идут за Сатаной и его демонами и идолопоклонниками. Это разделение совершается на основе самостоятельного решения каждого человека. Как эсхатологический пророк, Шенуте переносил это знание об эпохе Страшного Суда на своё время. Суть откровения также оказала влияние на дальнейшие взгляды Шенуте. Разоблачив скрываемую гомосексуальность старших монахов и встретив недоверие к своим разоблачениям, Шенуте сделал, по мнению Д. Бракке, несколько важных выводов. Во-первых, гомосексуальность стала для него архетипичным злом, которое он затем разоблачал во многих своих произведениях как «противоестественный» грех (Рим. 1:26). Во-вторых, церковные лидеры, подверженные тайным грехам, также стали мишенями его критики, обвиняемыми в лицемерии. По мнению С. Эммеля, описание Шенуте в его письме «погрязшей в грехе» общины следует понимать как риторическое преувеличение многочисленных более мелких нарушений, наподобие пропущенных молитв, украденного хлеба или испорченной книги из библиотеки. С точки зрения Шенуте, любой грех препятствовал спасению и приводил к проклятию. Вероятно, это не совпадало с точкой зрения, господствовавшей в общине при Пжоле, поскольку Шенуте в своих «Канонах» спорит с теми монахами, которые считают, что все их грехи остались за стенами монастыря — «Сатана внутри стен, и руки его полны оружия, которым они [грешники] вредят сами себе». Он сравнивал грешников с находящимися в яме, которые вместо того, чтобы воспользоваться протянутой им рукой помощи, чтобы выбраться, вместо этого затягивают к себе своего спасителя. Риторика «Кодекса 1», выражаемая в этом произведении идеология сексуальности и «загрязнения» являются предметом специальных исследований.
По наблюдению британского историка Питера Брауна, одной из важных характеристик позднеантичного «святого» была его претензия на наличие пророческого дара, с помощью которого он устранял коммуникативный разрыв между Богом и человеком. В этом качестве «святой» естественным образом занимал положение духовного лидера, чей авторитет выходил за рамки монашеской общины. Шенуте, однако, не оправдывал такие ожидания своих сограждан, предпочитая обращаться к более абстрактным темам. Например, когда однажды к нему пришли христиане, желая, чтобы он помог им обнаружить воров и украденные ими товары, Шенуте отказался сделать это, начав разоблачать псевдо-христиан, прячущих свои грехи. В своих проповедях он обвинял практикующих языческие ритуалы христиан, иудеев, притворно крестившихся язычников и другие случаи религиозного лицемерия, худшим образцом которого был Гессий.
Сатана в описании Шенуте это не самостоятельная сила, а падший ангел, «ставший зверем», согласно Ис. 14:12—15 («Но ты низвержен в ад, в глубины преисподней»). Это событие, в интерпретации Шенуте, становится образцом для последующего падения людей, и в обоих случаях это результат свободного выбора. Шенуте часто повторяет, что несмотря на своё благородное происхождение, Сатана разбит и слаб, побеждённый Богом. Одновременно с этим Шенуте утверждал, что Сатане позволено Богом существовать, чтобы существовала возможность восторжествовать над ним, что делало этот образ важным для духовного совершенствования монахов. Ниспосланные испытания Шенуте сравнивает с теми, которые претерпел ветхозаветный Иов, и в своих проповедях он много внимания уделяет тому, насколько он сам преуспел в их преодолении. Высокодуховный человек способен распознать Дьявола, и в тексте, известном как «Потому что ты тоже, Князь зла», Шенуте говорит об одной своей встрече с ним. Считается, что реальной основой для неё стало посещение монастыря чиновниками по поводу жалоб на плохое обращение с монахами. По сравнению с предлагаемыми его современниками способами решения проблемы зла — «восемью помыслами» Евагрия Понтийского или демонологией святого Антония в изложении Афанасия — дуалистический подход Шенуте выглядит довольно простым. Фактически способ спасения, предлагавшийся египетским крестьянам, сводился к суровой дисциплине и подчинению тщательно прописанным правилам. Не стремясь дать людям духовное утешение, Шенуте формулирует свои правила «в пророческом стиле», получая их от высших сил. В своём описании того, что Иисус требует от идеального монастыря, чтобы он мог обеспечить спасение, Шенуте указывает такие характеристики его внутреннего состояния: быть полным справедливости, мира, любви, сострадания, веры и терпения. Помимо этого, Шенуте устанавливает, что перед тем, как над согрешившим монахом свершится божий суд, сначала должен свершиться суд настоятеля, и потому от него ничего не должно быть скрыто.
Как отмечает Р. Кравиц, суровость Шенуте и его склонность к применению телесных наказаний является аспектом, наиболее сложным для восприятия современного исследователя. В этом отношении показателен случай, когда виновный в убийстве человек, пришедший покаяться к Шенуте, получил указание отправиться в город, сдаться властям и быть казнённым. Так в результате и произошло. С точки зрения описавшего этот эпизод Бесы существенным здесь является то, что Шенуте указал грешнику путь к спасению.

## Общественная деятельность
При Шенуте Белый монастырь из маленькой общины, которой он был при Пжоле, превратился в наиболее важный религиозный центр региона. О том, что с его руководителем стремились встретиться многочисленные посетители, сообщается в различных версиях «Жития». Проповедь, которую Шенуте проводил в церкви монастыря, привлекала не только жителей соседних деревень, но и другую публику: языческих философов, церковных и государственных деятелей, а также простых христиан, ищущих убежища в сложной жизненной ситуации. Наиболее известным языческим оппонентом Шенуте был упоминаемый ниже Гессий, однако источники сообщают о том, что послушать проповеди приходили и язычники-блеммии. Большинство посещавших Шенуте высших чиновников известно только из его собственных произведений — августал Элиан, гегемоны Диоскорид, Герекламмон и Спудазий, не известный по имени комит императрицы и другие. О некоторых встречах Шенуте с чиновниками сообщается в рукописи, озаглавленной И. Ляйтпольдтом «De sapientia magistratuum», от которой сохранилось только два листа. Принадлежность её Шенуте подтверждена С. Эммелем. В одном из случаев Шенуте исцелил парализованного сына одного стратилата. Как отмечает немецкая исследовательница Хайке Белмер, римские правительственные чиновники воспринимали Шенуте как интеллектуально равного. В свою очередь, Шенуте никогда не критиковал римские власти, в отличие от местных властей Панополиса. Он часто подчёркивал свою близость к власти, «не только в Александрии или Эфесе, но и в императорском комитате, и при дворе императора». Однажды он, по его словам, посетил Константинополь, где разоблачил жестокость, с которой архонты обращаются с бедняками. Как и всюду в поздней Римской империи определяющую роль играли провинциальные губернаторы, и Шенуте неоднократно посещал столицу своей провинции — Антиной.
Отношения Шенуте с церковными властями не были простыми. В своих проповедях он обличал симонию, которая, по его мнению, возникала из-за роста богатства церкви. При этом Шенуте считал необходимым отметить, что он не имеет предубеждения против священников и осуждает только развращённых из них. Как сообщает Шенуте в одном из своих писем, однажды патриарх Кирилл позвал его в Александрию, чтобы сделать епископом. Как писал Шенуте, «я не пошёл, желая прославить имя Божье этим, потому что я видел множество людей, бегавших, как безумцы со всем своим имуществом, пытающихся получить титул и ничем более не занимающихся». В связи с отношением Шенуте к церковной иерархии показательным является записанный Бесой эпизод, когда монах отказался встретиться с епископом Панополиса, поскольку в это время он общался с Иисусом, явившимся ему. Только после того, как Иисус напомнил Шенуте, что отлучённым закрыт путь на небеса, тот согласился встретиться с епископом. Этот эпизод историки рассматривают в связи с попытками церковных властей, начиная с Афанасия Великого, поставить под контроль монашеское движение. Из того же источника известно, что Шенуте поддерживал хорошие отношения с соседними пахомианскими монастырями. Участие Шенуте в судьбах простых христиан не ограничивалось только молитвами. При Белом монастыре была организована раздача хлеба беднякам по воскресеньям. К Шенуте часто обращались для того, чтобы он рассудил споры или дал жизненный совет. Во время голода жители деревень номов Ахмима и Псоя находили убежище в монастыре; туда же они приходили с жалобами на притеснения сборщиков налогов и помещиков. «Житие» Шенуте содержит рассказы о различных чудесах, совершённых настоятелем Белого монастыря, в том числе умножении хлебов. В работах немецкого церковного историка Бернхарда Кёттинга исследовался вопрос, можно ли считать посетителей Шенуте паломниками, подобно распространившемуся в IV веке паломническому движению в Сирии и Палестине, или же они были желающими приобщиться к аскетическому образу жизни. Вероятно, Белый монастырь не относился к числу самых популярных направлений «христианского туризма» своего времени.
После завершения строительства церкви Белого монастыря возможности Шенуте по оказанию помощи населению существенно возросли. Египетский египтолог А. Бадави датирует это событие примерно 440 годом. Два года спустя монастырь смог предоставить на три месяца убежище для 20 000 беженцев, спасавшихся от нашествия варваров. Всё это время врачи монастыря ухаживали за ранеными, беременными женщинами и их новорождёнными детьми. Начиная со второй половины XX века в монастыре ведутся раскопки, однако установить, какая часть сохранившихся структур относится к эпохе Шенуте, не удалось.

## Пол и сексуальность в монастыре Шенуте
Внимание на важность сексуальной компоненты в рассуждениях Шенуте и установленных им правилах монастырского общежития исследователи обратили ещё в конце XIX века. Этому были предложены различные объяснения. Эмиль Амелино утверждал (1894), что монахи Шенуте и Пахомия были менее целомудренны, чем аскеты Нитрии и Скитиса. Противоположной точки зрения придерживался Полен Ладёз (1898) считавший, что монахи Верхнего Египта не были столь безнравственными, как это представлялось Амелино. Фрагменты текстов, в которых говорилось о содомии и других грехах, Ладёз считал позднейшими вставками. Наиболее показательными для анализа отношения Шенуте к вопросам нравственности считаются два письма, известные как «первая часть „Канонов“» («Каноны 1»). В этих «открытых письмах», адресованных всей общине и детально рассматривающих проблему греха, вопрос сексуальности является одним из основных. Важность этих текстов, изданных С. Эммелем в 2004 году, хорошо известна, и выше они рассматривались с точки зрения описания событий, приведших к их появлению. В своих пророческих откровениях он обличает грехи монастыря как др.-греч. πορνεία, прегрешения сексуального характера. По мнению К. Шрёдер (дисс. 2007, монография 2011), Шенуте в своих основополагающих «Канонах 1» рассматривает монастырь как женскую сущность, в высшей степени подверженную желанию, сексуальному искушению и «загрязнению» и потому нуждающуюся в мужской дисциплине.
Значительную часть населения Белого монастыря составляли женщины, и в последние десятилетия гендерный аспект связанных с Шенуте исследований интенсивно развивался начиная с монографии Ребекки Кравиц. C одной стороны, Шенуте в своих рассуждениях и установленных им правилах стремился нивелировать различия между монахами различных полов, с другой стороны, гендерные стереотипы присутствуют в его риторике и созданной им структуре управления монастырём. Стремясь минимизировать своё общение с женщинами, Шенуте общался с монахинями посредством писем или же отправляя к ним своего представителя. По мнению Р. Кравиц, сопротивляясь авторитету Шенуте, женщины тайно выстраивали свою собственную иерархию. Неподчинение проявлялось в различных формах, от отвергания предлагаемого Шенуте способа разрешения конфликтов до открытого сопротивления. Однако в целом Шенуте удалось установить и поддерживать свою власть над женской частью общины. При Пжоле монахини жили независимо в соседней деревне, но уже Эбонх завёл обычай совершать для них евхаристию. После первого визита отношения Шенуте с монахинями сложились не очень хорошо, и он оставил практику их посещения, в дальнейшем ведя общение посредством писем. Впрочем, таким же был способ его коммуникации и с монахами-мужчинами, поскольку Шенуте жил отшельником в пустыне.
Вопрос о детях в монастыре Шенуте специально не изучался. В киновитных монастырях содержались сироты, и значительное их число жило в Белом монастыре. Для рассматриваемого периода известны некоторые подробности их содержания, в частности, их кормили дважды в день. Вероятно, их обучали чтению и письму. Дети исполняли несложные обязанности — подготавливали материалы для шитья, собирали камыш и т. п. По достижении совершеннолетия они могли покинуть монастырь. Пристальное внимание, которое Шенуте уделял вопросам ограничения сексуальной активности, распространялось и на детей. Помимо непосредственного запрета нарушения их целомудрия, правила Шенуте содержали и более специфические запреты на действия, которые могли быть восприняты как потенциально эротические: целование детей, купание их или даже извлечение занозы из ноги.

## Взгляды Шенуте

### Шенуте как идеолог монашества
Монастырский устав Шенуте если и существовал в явном виде как совокупность правил, то не сохранился. Принципы организации монашеской жизни, которым подчинялись последователи Шенуте, восстанавливаются исследователями на основании его сочинений. По своему жанру, стилю и содержанию «устав» Шенуте отличается от аналогичных документов, созданных в период Поздней Античности: уставов Пахомия Великого (известного в латинском переводе Иеронима Стридонского), святого Бенедикта и василиан. Устав Пахомия, также являющийся сложной совокупностью текстов различного происхождения и относящийся к тому же периоду (начало V века) и региону, что и «устав Шенуте», является существенно более компактным документом. Оба этих документа содержат две категории установлений: краткие предписания и более пространные описательные правила. Первые из них у Шенуте, как правило, имеют запретительный характер и начинаются со слов «Проклят тот, кто…», например, «Проклят каждый, кто совершает лживые действия во всех божьих общинах». Правила Пахомия не содержат пространных высказываний в пророческом или экзегетических стиле. По всей видимости, Шенуте опирался на опыт своих предшественников на посту настоятеля, поскольку ряд предписаний содержится ещё в ранней, первой части «Канонов», которая, как считается, была написана до того, как он возглавил монастырь. В связи с этим исследователями в XIX веке была выдвинута теория о том, что за основу устава Шенуте были взяты более ранние правила Пахомия. И. Ляйтпольдт и впоследствии Ганс Квекке выявили заимствования у Шенуте из Пахомия. В этой теории основатель Белого монастыря Пжоль являлся последователем Пахомия. После того, как С. Эммель доказал, что между Пжолем и Шенуте был ещё один настоятель, проблема происхождения устава Белого монастыря потребовала дополнительного исследования. Шенуте считал важным указать происхождение его правил от Бога и монашеского предания, на которое он указывает, упоминая «наших отцов». Этим он предвосхитил западноевропейскую традиции, где устав излагается от лица безымянного учителя. Таким образом, правила становятся не его личной прихотью, а отражением накопленной мудрости.
Уставы Пахомия и Шенуте основное внимание уделяют достижению спасения путём аскезы и ритуализации повседневной жизни. Хотя у Пахомия есть указания наподобие «сидеть скромно» во время стирки, чтобы избежать задирания одежды или не мыть другому монаху голову, у Шенуте такого рода указаний существенно больше, и значение их более принципиальное. То, что у Пахомия является лишь помехой для души, у Шенуте становится «беззаконием», «мерзостью» или достойным презрения Христа. В вопросе о применении наказаний устав Шенуте более репрессивный: он не предусматривает, как у Пахомия, трёхкратного увещевания перед применением телесного наказания. Возможность изгнания провинившегося монаха также отсутствует у Пахомия.

### Борьба с язычеством
Одной из наиболее документированных сфер духовной жизни Шенуте является его борьба с пережитками языческой религии. Из трудов Шенуте известно, что значительная часть его усилий в этом направлении была направлена против неназываемого — специально, чтобы не увековечивать — по имени человека. Однако много раз Шенуте называет этого человека «нечестивейшим», «этим безумцем», «этим грешником» и так далее. О нём известно, что это был богатый землевладелец из Панополиса, ведший роскошный образ жизни и притеснявший бедных крестьян. Он был язычником, который открыто богохульствовал против Христа, отрицая его божественность. По предположению И. Ляйтпольдта, в настоящее время не оспариваемому, этого человека звали Гессий. Внимание современных исследователей к личности Гессия обусловлено тем, что его сопоставление с Шенуте позволяет построить конфликт, с помощью которого можно попытаться понять сельское общество позднеантичного Ближнего Востока. В противопоставлении себя Гессию Шенуте определяет свою общественную роль: один строит церкви и монастыри во славу Бога, другой особняки, бани и лодки в свою честь; провинциальное начальство обменивалось тёплыми визитами с Шенуте и не желало прислушиваться к жалобам Гессия на преследования со стороны фанатиков. Во всех значимых отношениях Гессий выступает антагонистом Шенуте. Описания Шенуте сложно интерпретировать однозначно, прежде всего из-за разрозненности корпуса его произведений и, соответственно, произвольности абсолютной и относительной хронологии событий. Часто этот сюжет рассматривается как отражение существовавшей в то время социоэкономической напряжённости между обедневшими слоями этнических египтян (коптов) и эллинистическими землевладельцами. Первые из них были преимущественно христианами, вторые часто были язычниками. В таком подходе предполагается, что Шенуте действовал на волне националистических выступлений «египтян» против «греков». C другой стороны, Шенуте претендовал на статус покровителя местных жителей, оспаривая этот статус у землевладельцев, в частности Гессия. В этом случае Гессий выступает как защитник традиционных ценностей, местных божеств и устроитель языческих празднеств, и, преследуя Гессия, Шенуте ведёт в его лице борьбу с этими культами. Однако, по мнению С. Эммеля, в такой картине сложно дать ответ на вопрос, зачем Гессию, если он являлся важной публичной фигурой и сторонником язычества, стремиться убедить Шенуте в искренности своего обращения в христианство, что в его доме нет идолов. В связи с этим Эммель склоняется к предположению о том, что Гессий был тайным язычником, и нет оснований предполагать, как это видится Д. Франкфуртеру, что он открыто практиковал языческие ритуалы. Приписываемые Гессию богохульные высказывания об отсутствии божественности у Иисуса могли быть повторением взглядов христианских еретических течений адопционистов, субордиционалистов или практически побеждённых к тому времени ариан. По предположению Эммеля, удалившийся в своё поместье Гессий оставил в прошлом язычество и, следуя духу времени, перешёл в христианство. К несчастью для него, по соседству с его поместьем оказался монастырь фанатичного противника тайных язычников, избравшего его в качестве своей жертвы. На основе датировки различных текстов Шенуте предлагаются датировки этого конфликта. Согласно С. Эммелю о данном эпизоде следует говорить в контексте длительного процесса конфискации языческих храмов в районе Белого монастыря, начавшегося с момента, когда информация о разрушении александрийского серапеума в 391 году достигла Панополиса, и завершившегося около 420 года. Таким образом, случай с Гессием относится ко времени разгара этих событий около 400 года.
Как при жизни Шенуте, так и при его преемниках, языческие ритуалы продолжали практиковаться в соседних с Белым монастырём деревнях. В связи с описанными Шенуте событиями, среди историков дискутируется вопрос о том, в какой мере можно оперировать категориями «греки» и «египтяне» применительно к аудитории Шенуте. «Эллины», о которых говорил Шенуте, могли не иметь этнического смысла и относиться к «язычникам». Коптские монахи происходили в том числе и из городских образованных слоёв. Противопоставление между «богатыми язычниками» и «притесняемыми бедняками», как считает Д. Франкфуртер, может быть риторическим приёмом, позволяющим слушателям Шенуте отождествить себя со вторыми и объединиться против первых — «христианский популизм» по определению П. Брауна. Общепринятая интерпретация рассказа о конфликте между Гессием и Шенуте отсутствует. Многие исследователи склонны в нём видеть указание на масштабную кампанию, которую Шенуте вёл против языческих храмов. И, в частности, обнаруженные им в доме Гессия «идолы» в такой интерпретации становятся спасёнными из недавно разрушенного храма священными изображениями. Другой взгляд на происходившее предлагает американский историк Роджер Багнелл, предполагающий, что имело место эволюционное изменение, связанное с умиранием традиционной религии. В IV веке, по его мнению, происходил процесс «переиспользования» оставляемых язычниками храмов христианами, а о собственных взглядах Гессия нельзя вообще сказать ничего определённого.

### Богословие Шенуте и его отношение к ереси
Поскольку авторитет Шенуте в монастыре основывался на его обладании знанием истинного пути к спасению, вопрос об источниках такого знания был достаточно важен. В нескольких произведениях Шенуте полемизирует с учениями, которые он считал ложными. Самым объёмным из них является написанный между 431 и 451 годами текст «Я удивлён» («I Am Amazed»), изданный в 1985 году Т. Орланди в числе трактатов против оригенистов («Shenute contra Origenistas»). В отличие от многих других произведений корпуса Шенуте, это скорее трактат, предназначенный для чтения, а не прослушивания. В нём Шенуте выступает против ересей и в ещё большей степени против еретических (апокрифических) произведений, оказавшихся в монастыре.
Шенуте утверждает, что те, кто пишет такие книги и читает их, — слепцы. Они утверждают, что есть другие Евангелия, помимо четырёх канонических, однако авторитет Отцов церкви и в особенности Афанасия Великого отрицает такой подход. Те, кто возомнят себя знающими или даже начнут учительствовать, прочитав апокрифы, — невежды. Ошибочно считать, пишет Шенуте, что это скрытое знание истинно, и что Оригена, который якобы проник в эти тайны, изгнали из церкви не потому, что он был еретиком, а из зависти. Это ложное знание является одним из орудий Сатаны, который таким образом улавливает грешников, становящихся еретиками, антихристами и лжепророками.
Выдвинутые в трактате обвинения носят достаточно общий характер, но два христианских течения названы явно — оригенисты (под которыми, скорее всего, понимались сторонники Евагрия Понтийского) и мелитиане. Вероятно, как оппоненты подразумевались также ариане. Шенуте опровергает значительное количество мнений, которые он приписывает этим еретикам: учение о множественности миров, ложные учение о Пасхе и об отношениях между Отцом и сыном в Троице, воскрешении тел, о душах и других. «Оригенистическое» учение о душе было призвано ответить на вопрос, не является ли Бог своего рода «горшечником», непрерывно «изготавливающим» новые души. Если же они были созданы предварительно и где-то находились до своего рождения, то где это место, и не случилось ли грехопадение в доисторические времена? Как могла согрешить душа без тела, и что в таком случае происходит со свободой воли? Такая постановка вопроса могла привести к сомнению в роли Иисуса Христа в спасении. Согласно известному богослову Алоису Грильмайеру, в своей антропологии Шенуте ближе к истине, чем Ориген, который в этом отношении следовал платонистам. Позиция Шенуте совершенно определённа: душа и тело образуют единое человеческое существо и не могут существовать раздельно, вместе они создаются в утробе Богом.
В своей критике Шенуте путает гностицизм и оригенизм, однако это позволяет связать его с обнаруженными в 1945 году гностическими текстами Наг-Хаммади. Хотя место их обнаружения находится в районе первых пахомианских монастырей, точно не известно, кто и с какой целью собрал эти тексты. До этого не было никакой информации о том, что гностические идеи проникали в пахомианское движение. Одной из первых была предложена теория, что библиотека Наг-Хаммади была составлена для ересиологических исследований (Гуннар Севе-Содерберг), однако было отмечено, что пахомианские монахи IV века вполне могли рассматривать эти тексты как ортодоксальные. По мнению Т. Орланди, более вероятными кандидатами являются Евагрий и его сторонники, что, помимо прочих аргументов, подтверждается критикой Шенуте.
Первый оригенистский спор завершился в начале V века, и обнаружение в 1922 году письма патриарха Диоскора (444—451), в котором он предупреждал Шенуте об опасной деятельности священника Элии, было достаточно неожиданным. Первоначально высказывались предположения, что упоминание в этом письме оригенизма являлось анахронизмом, однако изданные Т. Орланди тексты подтвердили, что в середине V века в Фиваиде это течение христианской мысли процветало. Шенуте выступал против оригенистских теорий и в других своих произведениях. В «Христологическом катехизисе» он опровергал учение о символическом характере евхаристии. Тем, кто полагал невозможным пресуществление хлеба и вина в Тело и Кровь Христа, Шенуте напоминал, что это вполне по силам Тому, кто создал человека из глины.
Согласно Шенуте, только Писание даёт прочную основу. Современные историки религии интерпретируют его религиозную позицию как способ утверждения своего авторитета в обществе. Апокрифы, в такой трактовке, представляли альтернативный источник знаний, угрожающий его авторитарной власти. По мнению норвежского религиоведа Хуго Лундхауга, Шенуте не считал знание особенно важным для спасения; его дискурс касается власти. Надо иметь страх Божий, и через это познать тайну евхаристии и тайну веры вообще.
Шенуте также предложил своё решение проблемы Иисусовой молитвы, разделившей христиан Белого монастыря и окрестностей: допустимо ли молиться Иисусу, или же следует молиться через посредство Иисуса Богу Отцу? Этот вопрос рассматривался ещё Оригеном, различавшим четыре типа молитвы и допускавшим оба способа молитвы Иисусу. Шенуте решительно выступил против тех, кто из альтернатив Оригена выбрали только «молитву посредством Иисуса»: «Так что пусть те, кто не хочет молиться Сыну, пусть придержат свои языки и не называют и Отца». Согласно никейскому богословию, Шенуте рассматривал Христа как единосущного Отцу воплощённого Сына божьего, из чего следовала равнозначность обоих способов молитвы. Принадлежащая Шенуте версия Иисусовой молитвы является одной из первых сохранившихся.
Одним из немногих достоверно датированных событий жизни Шенуте является его участие во вселенском Эфесском соборе 431 года, на котором был осуждён Несторий, и в текстах Шенуте содержится критика и этого учения. После осуждения Несторий был отправлен в изгнание в оазис Харга, находящийся всего в 170 км к юго-западу от Белого монастыря, и, возможно, некоторое время ересиарх провёл близ Панополиса. В текстах «Я удивлён» и «И это произошло однажды» («And It Happened One Day») Шенуте критикует несторианскую христологию. Поскольку согласно представлениям Шенуте Иисус Христос был совершенным человеком, в котором воплотилось второе лицо Троицы, он отрицал взгляды тех, кто полагал, что Дева Мария зачала только человека, но не Бога, то есть несториан. Следствием этого является важность для Шенуте вопроса об истинности воскресения Христа и телесного воскресения вообще, и он критикует тех, кто отрицает его или понимает аллегорически. Согласно Шенуте, способ, которым христиане проживают свои жизни, имеет определяющее влияние на природу их телесного воскрешения, поскольку это произойдёт именно в том же теле, которым они грешили или же наоборот, превозмогали, грехи. Помимо аскетизма как способа праведной жизни, его идеология спасения от греха и «загрязнения» указывала на необходимость духовного очищения, поскольку телесному воскрешению будет предшествовать духовное. Те, кто не воспримут учение Христа, «нечистые», не получат бессмертия и «умрут во грехе». После воскрешения тела грешников и еретиков восстанут лишь для того, чтобы претерпевать мучения в аду.

## Состояние исследований

### До конца XIX века
К моменту рождения Шенуте в середине IV века коптская литература находилась в зачаточном состоянии. Кроме писем и монашеского устава Пахомия Великого и, возможно, писем Антония Великого и аскета III века Иеракса от предшествующей литературы на этом языке ничего не сохранилось. За семь столетий, прошедших после завоевания Египта Александром Македонским, греческий язык занял доминирующее положение в культурной жизни страны. Сто с лишнем лет спустя, ко времени своей смерти в середине V века, Шенуте обогатил культуру своего родного языка более чем семьюдесятью томами своих сочинений, включающих публично произнесённые проповеди, написанные по различным поводам письма и трактаты. Задачей произведений Шенуте была проповедь христианства, позиции которого в Египте были ещё не достаточно прочны. Помимо этого, его интересовали более общие темы — экзегетика, этика, естественная история и физика. Труды и жизнеописания Шенуте переписывались после его смерти, пока продолжал функционировать Белый монастырь. Некоторые из проповедей получили распространение в Египте, войдя в литургию Страстной недели. Труды Шенуте были известны последующим коптским авторам, которые делали из них выписки и основывали на них свои истории. После арабского завоевания часть этой литературы была переведена на арабский язык. Последние рукописи, созданные в Белом монастыре, датируются X—XII веками, а постройки продолжали там появляться ещё примерно столетие. Всё это время рукописи продолжали копировать, заменяя пришедшие в негодность манускрипты, которые не уничтожали, но складывали в комнату для мусора при библиотеке. По сообщению арабского географа аль-Макризи, в начале XV века монастырь находился в руинах, и только церковь, в которой находилась библиотека, продолжала функционировать. Коптский язык к этому времени уже не использовался, и передача наследия Шенуте прекратилась. Всё, что осталось от монастырской библиотеки, сохранилось в куче библиотечного мусора. За пределами Египта Шенуте не оставил никаких следов, и его имя не встречается ни в латинских, ни в греческих рукописях.
С XV века к коптской литературе возник интерес со стороны католического духовенства, рассматривавшего возможность установления унии с Коптской церковью. Соответственно этому имя Шенуте стало известно исследователям, однако его роль в истории церкви не была хорошо известна — в силу малой доступности его трудов. Немецкому путешественнику XVII века Иоганну Ванслебену он был известен только по имени. В 1672—1673 годах Ванслебен первым из европейцев посетил Белый монастырь, после чего знание европейцев обогатилось знанием о том, что Шенуте жил во времена Кирилла Александрийского. В конце XVII века монах Гийом Бонжур (Guillaume Bonjour (Bonjours)) издал первый коптский текст с упоминанием Шенуте и Бесы — поминальную формулу из диптихов. В течение XVIII века знание о Шенуте не выходило за рамки исторических анекдотов. Сводка всей накопленной за этот период информации была издана в 1811 году Этьенном Катрмером. Французский учёный верно определил значение Шенуте как религиозного деятеля и писателя. Примерно тогда же датский историк Йёрген Соэга издал каталог рукописей Шенуте из собрания Стефано Борджиа. Впоследствии коптские рукописи Борджиа оказались в Национальной библиотеке Неаполя, где и находятся в настоящее время.
В XVIII веке Белый монастырь посетило несколько европейских путешественников, и первым, кто обратил внимание на наличие там обширной библиотеки, был в 1743 году англичанин Чарльз Перри. Тридцать лет спустя, перечисляя известные на тот момент коптские рукописи, немецкий востоковед Карл Уойд высказал надежду, что упомянутая Перри библиотека может содержать новые тексты. В этот период знания европейцев о коптском языке были на довольно низком уровне. Из двух основных диалектов этого языка европейцам был известен только используемый в богослужебной практике бохайский, тогда как литературный саидский диалект считался его искажённой формой. Однако, когда с конца XVIII века в Европу стало поступать много рукописей на саидском диалекте, и было замечено, что они более старые, чем бохайские рукописи, прежние лингвистические теории пришлось пересмотреть. Долгое время источник этих рукописей был не известен, и только к концу XIX века стало ясно, что это библиотека Белого монастыря. Благодаря основанной в Ахмиме в 1718 году иезуитами миссии первым европейцем, получившим рукописи Шенуте, стал в 1778 году итальянский кардинал Стефано Борджиа. Его коллекция стала крупнейшим собранием коптских рукописей, насчитывая примерно 2000 листов. Значительно меньшей была коллекция венецианского купца Якопо Нани, поступившая в 1784 году в распоряжение Джованни Мингарелли. Примерно в то же время английский торговец Дж. Балдуин купил крупную партию рукописей и отправил в Оксфорд Уойду. Источник, благодаря которому коптские рукописи попали в начале XIX века в Париж, не известен. Процесс распыления библиотеки Белого монастыря продолжался таким образом до конца XIX века, в результате чего рукописи оказались в собраниях Лейдена, Лондона и Вены. Благодаря расследованию Гастона Масперо, начатому в 1882 году, источник рукописей стал общеизвестен, а собрание Национальной библиотеки Франции пополнилось большим количеством документов.

### Издание и изучение трудов Шенуте
Первые публикации разрозненных текстов Шенуте (без указания авторства) подготовил в 1785 году Мингарелли. Целенаправленно изучать его произведения начал Й. Соэга, и большую часть XIX века его издание было единственным, доступным исследователям. На нём, а также бохайской рукописи жития Шенуте основывалось исследование Эжена Ревийю. В 1888—1895 годах амбициозную попытку издания всех относящихся к Шенуте коптских и арабских текстов предпринял французский коптолог Эмиль Амелино. Следующим этапом его проекта стало издание произведений самого Шенуте (1907—1914), однако эту деятельность прервала смерть учёного. В 1889 году Амелино опубликовал биографию Шенуте, представлявшую собой переработку жития. На основе каталога рукописей Соэги и текстов, опубликованных Амелино, монографию о Шенуте в контексте пахомианского монашества подготовил работавший в университете Лёвена Полен Ладёз (1898). Его труд был написан с точки зрения католической исторической критики и представлял ценность с точки зрения филологии. В нём не использовались все изданные к тому времени тексты, в результате чего монография Ладёза подверглась критике либеральных протестантских богословов, особенно А. Гарнака. В 1903 году фундаментальное исследование о Шенуте опубликовал Иоганнес Ляйтпольдт. Хотя автор строго подошёл к оценке литературных, богословских и церковных качеств своего героя, в своей работе он впервые комплексно оценил роль Шенуте в истории египетской церкви и монашеского движения. По мнению Т. Орланди, в своих оценках Ляйтпольдт был пристрастен и не вполне объективен. Совместно с Уолтером Крамом Ляйтпольдт в 1906—1913 годах начал проект по публикации полного собрания сочинений Шенуте, который также не был завершён. Ими была проведена значительная работа по выявлению фрагментов рукописей в европейских библиотеках. Основываясь преимущественно на парижской коллекции, они провели сравнение параллельных мест с другими рукописями, но не смогли восстановить исходный порядок фрагментов.
Долгое время изданные И. Ляйтпольдтом тексты были лучшими из доступных. В дополнение к опубликованной им бохайской версии «Жития Шенуте» в 1979 году А. Ф. Шор (A. F. Shore) издал фрагмент саидской версии, дополняющий известный текст описанием болезни и смерти Шенуте. В 1983 году перевод на английский «Жития» выполнил Дэвид Н. Белл. В 1960-х годах британский египтолог Джон Барнс перевёл важный текст «Не потому, что лиса лает…», относящийся к противостоянию Шенуте и Гессия. Поскольку фрагменты рукописей с сочинениями Шенуте оказались рассеянными по всему миру, восстановление их текста представляет сложную задачу. В 1903 году И. Ляйтпольдт высказал предположение, что хотя бы частично труды Шенуте в течение столетий находились в некотором упорядоченном состоянии. При анализе текстов необходимо решать проблему их авторства, для чего начиная с работ Соэги была разработана специальная методология. Израильский лингвист Ариэль Шиша-Галеви для этой цели использовал анализ стиля текстов. В его работах было введено понятие «коптского языка Шенуте». Лингвистическое направление в изучении текстов Шентуе вели и другие исследователи (D. W. Young, L. Rudnizky), однако значимых обобщений здесь сделано не было. Также применяются технические средства, фотографирование фрагментов рукописей, микрофильмы и компьютерные базы данных.
Всего существует около 1900 листов и фрагментов из примерно 90 кодексов, что, по оценке американского коптолога Стефена Эммеля, занимающегося работой по систематизации и упорядочиванию фрагментов с конца 1980-х годов, составляет в лучшем случае одну десятую часть от исходного количества; только от двух рукописей сохранилось более половины листов. Итоговая работа С. Эммеля вышла в 2004 году. Согласно теории Эммеля, почти всю совокупность фрагментов можно отнести к двум большим группам, «Канонам» («Постановлениям») и «Словам». «Каноны» включают разнородные произведения, преимущественно относящиеся к управлению монастырём, но также и проповеди. Некоторые из них содержат явные указания на авторство Шенуте. «Слова» включают в себя большую часть проповедей и трактатов. Этот сборник был скомпилирован его учениками после смерти Шенуте. Помимо этого, сохранилось несколько не основанных на «Канонах» лекционариев и ряд других некатегоризованных произведений. Сохранилась переписка Шенуте с различными лицами, чиновниками, местными жителями и аскетами, частично в составе рукописей «Канонов» и «Рассуждений», частично отдельно. Упомянутые выше два автобиографических письма Шенуте по поводу его откровения («Каноны 1») С. Эммель датирует примерно 380 годом; они являются самими ранними из его сохранившихся сочинений. Уже в них Шенуте проявил себя как талантливый автор на коптском языке. Вероятно, его дарование развилось благодаря занятиям в обширной библиотеке Белого монастыря. За последующие более чем 70 лет писательской деятельности Шенуте написал огромное количество сочинений. В 2014 году американский коптолог Б. Лейтон издал «монастырский устав Шенуте», 595 фрагментов дисциплинарного содержания, которые он выделил из корпуса текстов Шенуте, всё ещё преимущественно не изданного.
Одновременно с кодикологическими исследованиями велась работа по переводу текстов Шенуте. Многие из них переведены на английский язык. Как отмечал в 2008 году С. Эммель, Шенуте является крайне не простым для понимания автором, и предстоит большая работа по переводу и интерпретации его наследия. На русском языке житие Шенуте и некоторые из его произведений изданы в 2001 году в переводе А. И. Еланской.

## Современная оценка Шенуте
На Западе Шенуте был многие столетия полностью забыт, и даже после начала изучения его жизни и трудов в XVIII веке его предпочли не включать в церковные диптихи, поскольку не было уверенности, что Шенуте жил до Халкидонского собора и не был подвержен «ереси Диоскора», то есть монофизитству. Долгое время в историографии господствовало представление, что Шенуте был более жесток и менее интеллектуально разнообразен, чем современные ему деятели египетского монашества. В предисловии к изданному в 1983 году «Житию Шенуте» бельгийский монах Арман Вейо (Armand Veilleux) охарактеризовал его как человека, которого все называли авторитарным, жёстким и жестоким, не имеющим богословского образования, чьё богословие «не имеет мистического измерения». Известный историк раннего христианства Уильям Френд назвал Шенуте «невежественным фанатиком» (1982). В настоящее время принято считать, что Шенуте получил отличное образование, в том числе в греческом языке и риторике. Эти знание он, скорее всего, получил не в монастыре, а в городе Панополис (современный Ахмим). Уровень образования Шенуте был выше, чем у других монахов монастыря Пжоля, и при Эбонхе он исполнял обязанности секретаря — по мнению С. Эммеля, такая теория позволяет объяснить некоторые непонятные моменты биографии Шенуте.
Шенуте считается одним из важнейших представителей коптской литературы, в которой до него большинства жанров, кроме переводов Библии, не существовало. Составленные при его участии «Каноны» и «Рассуждения» поставили его в один ряд с крупнейшими христианскими писателями Римской империи. В монографии И. Ляйтпольдта (1903) было показано, что значение Шенуте в истории коптов не ограничивается его ролью как религиозного лидера и писателя. К этому времени уже было ясно, что начиная с III века христианство стало способом выражения национального коптского самосознания. Затем, в христианской империи обновлённым выражением национальной идентичности стало монофизитство. В дальнейшем это представление было уточнено, прежде всего после выхода значительной работы немецкого богослова Вальтера Бауэра «Ортодоксия и ересь в раннем христианстве» (Rechtgläubigkeit und Ketzerei im ältesten Christentum, 1934). Теория Бауэра обосновывала разнообразие форм раннего христианства, многие из которых претендовали на роль ортодоксии, в различных частях Римской империи. Оригинальная теория Бауэра была построена преимущественно на материале греческих источников, применительно к Египту её развил английский историк Колин Робертс (Manuscript, Society and Belief in Early Christian Egypt, 1977). По его мнению, во II веке важное значение имел гностицизм, а обнаружение библиотеки Наг-Хаммади позволило сделать вывод о разнообразии во взглядах коптов и в IV веке. В связи с этим возобновился интерес к Шенуте, борьба которого с эллинистическим язычеством стала восприниматься как начальная стадия формирования независимой монофизитской церкви Египта. Стали предприниматься попытки реконструировать состав библиотеки Белого монастыря и определить круг чтения первых египетских монахов.
В связи с исторической фигурой Шенуте исследовался вопрос о его связи с пахомианским монашеством. Сравнивая в 1898 году эти две системы, П. Ладёз высказался в пользу последнего. К недостаткам системы Шенуте французский историк отнёс существенно большую дисциплинарную строгость. С этим мнением в 1983 году согласился А. Вейо, отметивший, что эти различия можно проследить вплоть до настоящего времени. Существует также мнение, что в целом община Шенуте жила в согласии с правилами Пахомия, хотя эта теория не вполне объясняет всю совокупность известных фактов. Так, пахомианские монахи и монахи Шенуте заняли разную позицию по отношению к вселенским Эфесскому (431) и Халкидонскому соборам (451). Далее, хотя труды Пахомия и Шенуте оба принадлежат к традиции коптской литературы, они резко различаются по содержанию, форме и стилю. Наконец, современные данные позволяют утверждать, что эти две монашеские школы занимали различные богословские позиции. Если Шенуте был противником оригенизма, то взгляды Пахомия менее определённы, и, возможно, в пахомианских монастырях разделяли некоторые оригенистские взгляды Евагрия Понтийского (см. также Первый оригенистский спор).

### Исследования
на английском языке
- Behlmer H. Visitors to Shenoute's Monastery // Pilgrimage & Holy Space in Late Antique Egypt. — Leiden : E.J. Brill, 1998. — P. 341—372. — 516 p. — (Islamic Philosophy, Theology, and Science ; vol. 134). — ISBN 9004111271.
- Brakke D. Demons and the Making of the Monk. Spiritual Combat in Early Christianity. — Harvard University Press, 2006. — 308 p. — ISBN 0-674-01875-3.
- Clark E. A. The Origenist Controversy: The Cultural Construction of an Early Christian Debate. — Princeton: Princeton University Library, 1992. — 287 p. — ISBN 9780691603513.
- Crislip A. T. From Monastery to Hospital: Christian Monasticism and the Transformation of Health Care in Late Antiquity. — Ann Arbor : University of Michigan Press, 2005. — 235 p. — ISBN 0-472-11474-3.
- Davis S. J. Coptic Christology in Practice. Incarnation and Divine Participation in Late Antique and Medieval Egypt. — Oxford ; New York : Oxford University Press, 2008. — 371 p. — ISBN 978-0-19-925862-8.
- Emmel S. Shenoute’s Literary Corpus: A Codicological Reconstruction // Acts of the Fifth International Congress of Coptic Studies, Washington, 12-15 August 1992. — 1993. — Vol. 2. — P. 153—162.
- Emmel S. From the Other Side of the Nile: Shenute and Panopolis // Perspectives on Panopolis: An Egyptian Town from Alexander the Great to the Arab Conquest: Acts from an International Symposium Held in Leiden on 16, 17 and 18 December 1998. — 2002. — P. 95—113.
- Emmel S. Shenoute the Monk: The Early Monastic Career of Shenoute the Archimandrite // Studia Anselmiana. — Romae : Libraria Herder : Orbis catholicus : Ed. Anselmian, 2004b. — Vol. 140. — P. 151—174. — OCLC 489927608.
- Emmel S. Shenoute’s Place in the History of Monasticism // Christianity and Monasticism in Upper Egypt. — Cairo : American Univ. in Cairo Press, 2008b. — Vol. I. — P. 321—350. — (Christianity and Monasticism in Upper Egypt, Gawdat Gabra ; vol. 2). — ISBN 9774163117.
- Frankfurter D. Religion in Roman Egypt: Assimilation and Resistance. — Princeton : Princeton University Press, 1998. — 314 p. — ISBN 0-691-02685-8.
- From Temple to Church: Destruction and Renewal of Local Cultic Topography in Late Antiquity / Editors H.S. Versnel, D. Frankfurter, J. Hahn. — Leiden : BRILL, 2008. — (Religions in the Graeco-Roman World ; vol. 163). — ISBN 978-90-04-13141-5.
  - Bagnall R. S. Models and Evidence in the Study of Religion in Late Roman Egypt / edited by Johannes Hahn and Ulrich Gotter // From temple to church. — Leiden : BRILL, 2008. — 30 июня. — P. 23—41. — 381 p. — (Religions in the Graeco-Roman World ; vol. 163). — ISBN 978-90-04-13141-5.
  - Frankfurter D. Iconoclasm and Christianization in Late Antique Egypt: Christian treatments of Space and Image // From temple to church. — 2008. — P. 135—159.
  - Emmel S. Shenoute of Atripe and the Christian Destruction of Temples in Egypt: Rethoric and Reality / edited by Johannes Hahn and Ulrich Gotter // From Temple to Church. — Leiden : BRILL, 2008a. — 30 июня. — P. 161—201. — 381 p. — (Religions in the Graeco-Roman World ; vol. 163). — ISBN 978-90-04-13141-5.
- Grillmeier A., Hainthaler T. Christ in Christian Tradition. — Mowbray, 1996. — Vol. 2.4. — 431 p. — ISBN 0-264-66018-8.
- Krawiec R. Shenoute & the Women of the White Monastery: Egyptian Monasticism in Late Antiquity. — Oxford University Press, 2002. — 248 p. — ISBN 0195129431.
- Kuhn K. H. Shenute, Saint // The Coptic Encyclopedia. — 1991. — Vol. VII. — P. 2131—2133.
- Layton B. Social Structure and Food Consumption in an Early Christian Monastery: The Evidence of Shenoute’s Canons and the White Monastery Federation // Le Muséon. — 2002. — Vol. 115, no. 1—2. — P. 25—55. — doi:10.2143/MUS.115.1.321.
- Layton B. Rules, Patterns, and the Exercise of Power in Shenoute's Monastery: The Problem of World Replacement and Identity Maintenance // Journal of Early Christian Studies. — Baltimore : Johns Hopkins University Press, 2007. — Vol. 15, № 1. — P. 45—73. — doi:10.1353/earl.2007.0015.
- Layton B. The Canons of Our Fathers. Monastic Rules of Shenoute. — Oxford : Oxford University Press, 2014. — 359 p. — ISBN 978-0-19-958263-1.
- López A. G. Shenoute of Atripe and the Uses of Poverty: Rural Patronage, Religious Conflict, and Monasticism in Late Antique Egypt. — Berkley : University of California Press, 2013. — 237 p. — ISBN 978–0-520–27483–9.
- Lubomierski N. The Vita Shenutii (The Life of Shenoute): Panegyric or Biography? // Papers Presented at the Fourteenth International Conference on Patristic Studies Held in Oxford 2003: Historica; Biblica; Ascetica et hagiographica. — 2006. — P. 417—422.
- Lundhaug H. Mystery and Authority in Writings on Shenoute // Mystery and Secrecy in the Nag Hammadi Collection and Other Ancient Literature: Ideas and Practices. — 2012. — P. 259—285.
- Orlandi T. A Catechesis against Apocryphal Texts by Shenute and the Gnostic Texts of Nag Hammadi // The Harvard Theological Review[англ.]. — Cambridge, MA : Cambridge University Press, 1982. — Vol. 75, № 1 (январь). — P. 85—95. — ISSN 0017-8160.
- Orlandi T. Literature, coptic // The Coptic Encyclopedia. — 1991. — Vol. V. — P. 1450—1460.
- Schroeder C. T. Prophecy and Porneia in Shenoute's Leters: Te Rhetoric of Sexuality in a Late Antique Egyptian Monastery // Journal of Near Eastern Studies. — Chicago : University of Chicago Press, 2006. — Vol. 62, № 2. — P. 81—97. — ISSN 0022-2968. — doi:10.1086/504984.
- Schroeder C. T. Monastic Bodies: Discipline and Salvation in Shenoute of Atripe. — Philadelphia : University of Pennsylvania Press, 2011. — 237 p. — ISBN 978-0812239904.
- Timbie J. The State of Research on the Career of Shenoute of Atripe // The Roots of Egyptian Christianity. — 1986. — P. 258—270.

на русском языке
- Головнина Н. Г. Круг церковных проблем и поиск их решения в Нижнем Египте в IV-V вв. (по сочинениям Шенуте) // Жизнь во Христе: христианская нравственность, аскетическое предание Церкви и вызовы современной эпохи. VI Международная богословская конференция Русской Православной Церкви (Москва, 15-18 ноября 2010 г.). — 2012. — С. 299—308.

на французском языке
- Luisier P. Chénouté, Victor, Jean de Lycopolis et Nestorius. Quand l'archimandrite d'Atripé en Haute-Égypte est-il mort ? // Orientalia, NOVA SERIES. — Roma : Sumptibus Pontificii instituti biblici, 2009. — Vol. 78, № 3 Dum docemus discimus: Ancient Near Eastern Essays in Celebration of the 100th Anniversary of the Pontifical Biblical Institute. — P. 258—281. — JSTOR 43077961.